# Фауди, Джули
Джу́ли Мо́рин Фау́ди (англ. Julie Maurine Foudy; род. 23 января 1971, Сан-Диего, Калифорния) — американская футболистка, полузащитник.  Провела 271 матч за сборную США, что является четвёртым показателем в истории женского футбола. Двукратная чемпионка мира и Олимпийских игр.

## Биография
Джули Морин Фауди родилась 23 января 1971 года в Сан-Диего. Окончила школу Mission Viejo, позже училась в Стэнфордском университете, где получила степень в области биологии. 1996 году она поступила в медицинскую школу Стэнфорда, но решила не продолжать обучение.
Большая часть карьеры Фауди прошла в любительском клубе «Сакраменто Шторм», в составе которого она в 1993, 1995 и 1997 годах выигрывала чемпионат штата Калифорния. В 1994 году играла за шведский клуб «Тюресо». Фауди была одним из инициаторов создания в США профессиональной лиги женского футбола WUSA. Вместе с Джой Фоссет и Шэннон Макмиллан она вошла в число «игроков-основателей» клуба «Сан Диего Спирит», за который играла вплоть до прекращения существования лиги в 2003 году.
Фауди играла на четырёх чемпионатах мира, выиграв два из них (1991 и 1999).На её счету также участие в трёх Олимпийских играх (две золотые и одна серебряная медаль).

## Личная жизнь
С июля 1995 года Джули замужем за футбольным тренром Иэном Сойерсом. У супругов есть двое детей — дочь Изабель Энн и сын Деклан.
После завершения футбольной карьеры Фауди работала спортивным аналитиком и комментатором для ABC и ESPN на матчах женской сборной США, мужских чемпионате мира 2006 и чемпионате Европы 2008, а также Олимпиаде в Пекине. 